# Öglunda kyrka

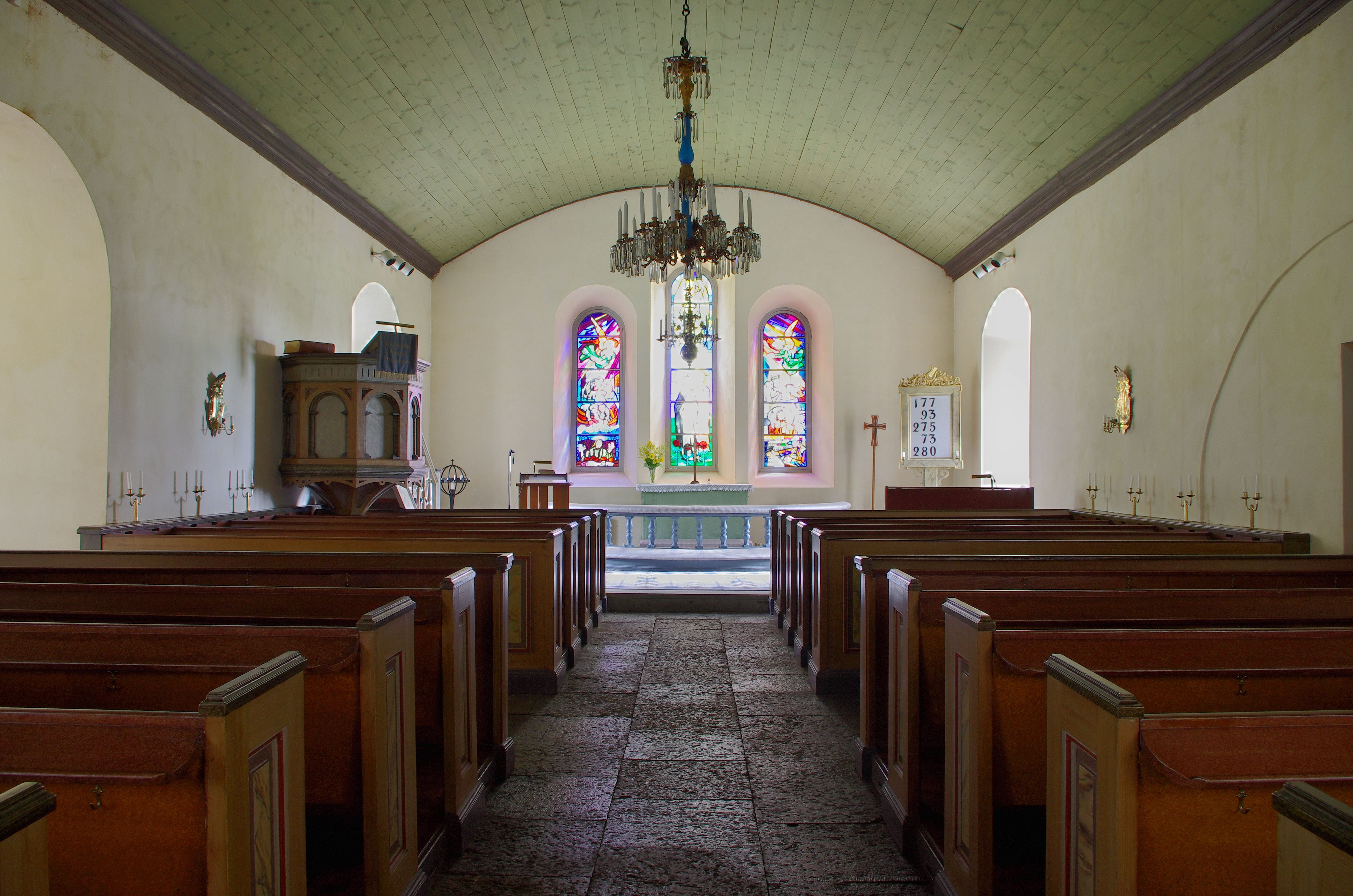
Kyrkorum

Öglunda kyrka är en kyrkobyggnad som sedan 2018 tillhör Valle församling (2006-2018 Eggby-Öglunda församling och tidigare Öglunda församling). Den ligger i kyrkbyn Öglunda i Skara kommun.

## Kyrkobyggnaden

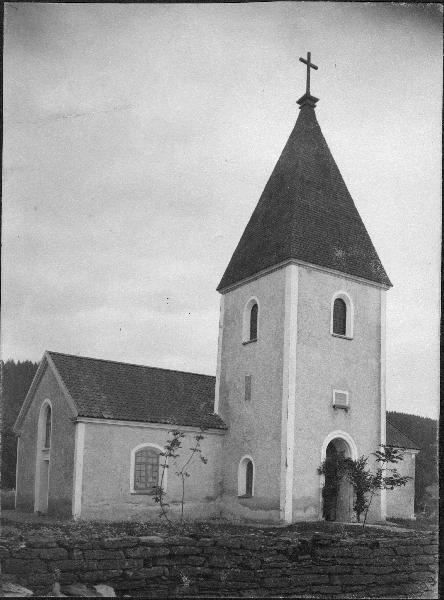
Kyrkan från nordost 1899.

Kyrkan i romansk stil uppfördes troligen på 1100-talet och bestod då av rektangulärt långhus, torn i väster och rakt avslutat kor i öster. Murarna i torn och långhus ligger i förband med varandra vilket visar att de byggts vid samma tillfälle. Murarna är uppförda av kalksten . Kyrkan byggdes om 1883 och då lades ett nytt långhus tvärs över det gamla. Kyrkorummet fick därmed en nord-sydlig orientering. Huvudingången förlades till norra sidan och koret förlades till södra sidan. Gamla koret i öster byggdes då om till sakristia och var så fram till 1949 då det byggdes om till dopkapell. Nuvarande sakristia inhystes i tornets bottenvåning som tidigare var vapenhus.
Långhuset och östra korsarmen (gamla koret) har sadeltak som täcks med enkupigt lertegel. Tornets pyramidformade tak är täckt med spån och krönt med ett kopparkors. Kyrkorummets innertak är ett tredingstak av trä. Kyrkans inredning är präglad av 1800-talet. Nuvarande kor i söder markeras av en trefönstergrupp.

## Inventarier
- En mässhake av sammet är från 1644.
- Ett nattvardskärl skänktes till kyrkan 1644 av Hindrich Reuter och bär hans vapen.
- Nuvarande dopfunt skänktes till kyrkan 1951. En tidigare dopfunt av täljsten såldes 1840.
- Nuvarande orgel införskaffades 1950 från Nordfors och son i Lidköping. Tillhörande fasad ritades av Adolf Niklasson och tillverkades av Valter Lundqvist i Öglunda.

## Jordfästa på Öglunda kyrkogård
- Birger von Hall[2]